# Phytochemical Society of Europe
De Phytochemical Society of Europe is een vereniging die zich richt op de fytochemie. Het lidmaatschap is wereldwijd. De vereniging organiseert ieder jaar ten minste drie bijeenkomsten in het Verenigd Koninkrijk en Continentaal Europa. 
De organisatie ontstond in 1957 als de Plant Phenolics Group in Cambridge toen een informele groep van biologen en chemici die geïnteresseerd waren in plantenfenolen bij elkaar kwam. Hieronder waren wetenschappers als Tony Swain, Jeffrey Harborne, E.C. Bate-smith en Eric Conn. In 1964 werd besloten om het werkgebied van de organisatie uit te breiden toen de naam werd veranderd in de Phytochemical Group. In 1967 werd de organisatie omgedoopt in de Phytochemical Society, nadat er steeds meer leden zich aansloten. Omdat er steeds meer leden van Continentaal Europa zich aansloten, werd in 1977 de huidige naam aangenomen. Dat jaar vond de eerste bijeenkomst in Continentaal Europa in Gent plaats. 
De vereniging is verantwoordelijk voor meerdere uitgaven, waaronder het wetenschappelijke tijdschrift Phytochemistry dat sinds 1981 dient als het officiële orgaan van de vereniging. Andere wetenschappelijke publicaties waarvoor de vereniging zorg draagt, zijn Phytochemistry Letters en Phytochemistry Reviews. De publicatie PSE Proceedings behandelt onderwerpen die aan bod zijn gekomen tijdens de bijeenkomsten. 
De vereniging reikt diverse prijzen uit. De PSE Medal is een medaille die wordt uitgereikt aan individuen die zich uitzonderlijk verdienstelijk hebben gemaakt voor de vereniging of voor de bevordering van de plantkunde in het algemeen. Winnaars van deze medaille zijn onder meer Jeffrey Harborne (1986), Robert Hegnauer (1987) en Rob Verpoorte (2007).